# Ości
Ości, kości międzymięśniowe, kostki mięsne – cienkie skostnienia ścięgien występujące w szeregach pomiędzy mięśniami szkieletowymi ryb kostnoszkieletowych. Przyjmują kształt pojedynczych szpilek lub rozdwajają się na kształt litery Y. Nie występują u innych kręgowców. Liczba szeregów ości jest zależna od gatunku ryby.
Rola ości nie została ustalona. Przypuszczalnie mają związek z szybkością pływania – usztywniają ciało szybko pływających ryb pelagialnych. U śledziowatych ości występują w trzech szeregach, a u wielu ryb wolno pływających nie występują wcale.
Ości połączone ścięgnami z trzonami kręgów to epicentralia, a przyrośnięte do żeber – epipleuralia.